# 夏洛特·拉德克利夫
夏洛特·拉德克利夫（英語：Charlotte Radcliffe，1903年8月3日—1979年12月12日），英国女子游泳运动员。她曾代表英国参加1920年夏季奥林匹克运动会游泳比赛，获得女子4×100米自由泳接力银牌。